# Gustave Henri Eugène Delhumeau
Gustave Henri Eugène Delhumeau né le 1er novembre 1836 à Moutiers-les-Mauxfaits (Vendée) et mort le 8 juin 1911 à Paris (14e arrondissement), est un peintre français.

## Biographie
Gustave Henri Eugène Delhumeau est le fils de Pierre Delhumeau, instituteur, et de Marie Henriette Lucie Gelot.
En 1859, il épouse Mary Émilie Provensal.
Il entre en 1860 à l'École des beaux-arts de Paris où il est élève de Léon Cogniet. Il débute au Salon de 1863.
Renversé par une automobile alors qu'il traverse la rue Saint-Jacques, il est gravement blessé au crâne et succombe le lendemain à l'hôpital Cochin. Acquitté en première instance, le chauffeur est reconnu responsable en appel
.
Dans sa ville natale, la rue Gustave Delhumeau honore sa mémoire.